# Sociolingüística del catalán
La sociolingüística del catalán estudia la situación del catalán en el mundo y las diferentes variedades que presenta esta lengua. Es una subdisciplina de la filología catalana y otros estudios afines y tiene como objetivo analizar la relación entre la lengua catalana, sus hablantes y la realidad cercana (incluida la de otras lenguas en contacto).

## Temas preferentes de estudio
- Dialectos del catalán.
- Variaciones del catalán por clase, género, profesión, edad y nivel de estudios.
- Proceso de normalización lingüística.
- Relaciones entre el catalán y el castellano o el francés.
- Percepción de los catalanoparlantes y no catalanohablantes sobre la lengua catalana.
- Presencia del catalán en varios ámbitos: etiquetado, función pública, medios de comunicación, sectores profesionales.